# Unutarnja jezgrina ovojnica
Unutarnja jezgrina ovojnica je jedan od dvaju lipidnih dvosloja koji čini jezgrinu ovojnicu. Perinuklearni prostor dijeli unutarnju od vanjske ovojnice. 
Na mjestima gdje su jezgrine pore spajaju se vanjska i unutarnja ovojnica.
Unutarnja ovojnica sadrži mnoge bjelančevine koje su dio strukturne organizacije jezgre i vezivanja kromatina za jezgrinu ovojnicu. U životinjskim stanicama unutarnja jezgrina ovojnica sadrži bjelančevine jezgrine lamine, mrežaste tvorevine ispod jezgrine ovojnice koja daje građevnu potporu. Mutacije u unutarnjoj jezgrinoj ovojnici mogu prouzročiti laminopatije i razne genske poremećaje.